# Депутат Володимир
Депутат Володимир (псевдо: «1301», «Довбуш», «Довбуш 2»; 1918, смт. Перегінське, Долинський повіт — 3 жовтня 1946, між с. Погорілець і с. Підсухи, Рожнятівський район, Івано-Франківська область) — командир сотні «Опришки» в ТВ-23 «Магура», лицар Бронзового хреста бойової заслуги УПА.

## Життєпис
Командир сотні УПА «Опришки» (1944—1946). Старший булавний (?), хорунжий (22.01.1946), поручник (22.01.1946) УПА; двічі відзначений Бронзовим хрестом бойової заслуги (1.02.1945, 22.01.1946). Загинув у бою.
Характеристика сотенного від сотника Хмеля:
```
«Сотенний „Довбуш” походив із села Перегінська з родини середньо заможних селян. Коли організувалися повстанчі відділи, він зголосився до сотні „Журавлів” як чотовий
 
— інструктор. Під час хороби сотенного „Журавля” він заступав його місце. За большевицької окупації припоручено йому зорганізувати нову сотню „Опришків”. „Довбуш” як сотенний виказував не тільки організаційний, але більш бойовий хист. Що до бойовості, то його сотня стояла на третому місці. Терен його операцій
 
— це ціла Калуська Округа. Його псевдо знало також і Закарпаття. Коли в одному місці наробив большевикам пакости, переходив у друге. Було так, що сотні які на одному місці засиділися та спокійно консумували харчі, боялися „Довбуша” як вогню, щоб він на новому терені знова не зробив якусь акцію, чим викликав би реакцію зі сторони большевиків. Останні в погоні за „Довбушем” натрапляли на постої неактивних відділів,
 
— а „Довбуш” з „Опришками” був уже далеко.»
[
2
]
```